# Gilman, Illinois
Gilman là một thành phố thuộc quận Iroquois, tiểu bang Illinois, Hoa Kỳ. Năm 2010, dân số của thành phố này là 1814 người.

## Dân số
Dân số qua các năm:
- Năm 2000: 1793 người.
- Năm 2010: 1814 người.